# Centipede Nunatak
Centipede Nunatak är en nunatak i Antarktis. Den ligger i Östantarktis. Nya Zeeland gör anspråk på området. Toppen på Centipede Nunatak är 133 meter över havet.
Terrängen runt Centipede Nunatak är varierad. Havet är nära Centipede Nunatak åt nordväst. Trakten är glest befolkad. Närmaste befolkade plats är McMurdo Station, 11,7 kilometer söder om Centipede Nunatak. 